# Crnomasnica
Crnomasnica es un pueblo ubicado en la municipalidad de Negotin, en el distrito de Bor, Serbia.

## Superficie
Posee una superficie de 6,569 kilómetros cuadrados.

## Demografía
Hasta 2011 la población era de 199 habitantes, con una densidad de población de 30,29 habitantes por kilómetro cuadrado.